# Уаско (провінція)
Провінція Уаско (ісп. Provincia de Huasco) — провінція у Чилі у складі області Атакама. Адміністративний центр — Вальєнар.
Включає в себе 4 комуни.
Територія — 18 201,5 км². Населення — 66 491 особа. Густота населення — 3,65 особи/км².

## Географія
Провінція розташована на півдні області Атакама.
Провінція межує:
- На півночі — провінція Копіапо
- На сході — провінція Сан-Хуан, Аргентина
- На півдні — провінція Ельке
- На заході — Тихий океан

## Адміністративний поділ
Провінція включає в себе 4 комуни:
- Вальєнар. Адмін. центр — Вальєнар.
- Фрейрина. Адмін. центр — Фрейрина.
- Уаско. Адмін. центр — Уаско.
- Альто-дель-Кармен. Адмін.центр — Альто-дель-Кармен.

## Демографія
Згідно з відомостями, зібраними в ході перепису 2002 р. Національним інститутом статистики (INE), населення провінції становить:
| Все населення | 66 491 осіб | 100 % |
| ------------- | ----------- | ----- |
| Міське        | 53 664      | 80,71 |
| Сільське      | 12 827      | 19,29 |
| Чоловіки      | 32 712      | 49,2  |
| Жінки         | 33 779      | 50,8  |

Густота населення — 3,653 осіб/км². Населення провінції становить 27,83% від населення області і 0,44% від населення країни.

## Найбільші населені пункти
| №  | Населений пункт   | Категорія | Населення осіб (2002) | Чоловіче населення осіб | Жіноче населення осіб | Територія км² |
| -- | ----------------- | --------- | --------------------- | ----------------------- | --------------------- | ------------- |
| 1  | Вальєнар          | місто     | 43750                 | 20922                   | 22828                 | 13,91         |
| 2  | Уаско             | місто     | 6445                  | 3206                    | 3239                  | 2,73          |
| 3  | Фрейрина          | селище    | 3469                  | 1641                    | 1828                  | 1,45          |
| 4  | Домейко           | село      | 924                   | 459                     | 465                   |               |
| 5  | Уаско-Бахо        | село      | 776                   | 378                     | 398                   |               |
| 6  | Викунья-Маккенна  | село      | 586                   | 280                     | 306                   |               |
| 7  | Майтенсільйо      | село      | 528                   | 259                     | 269                   |               |
| 8  | Ель-Трансіто      | село      | 461                   | 247                     | 214                   |               |
| 9  | Альто-дель-Кармен | село      | 381                   | 188                     | 193                   |               |
| 10 | Ла-Компанія       | село      | 366                   | 168                     | 198                   |               |
| 11 | Сан-Фелікс        | деревня   | 308                   | 142                     | 166                   |               |

| Чилі | Це незавершена стаття з географії Чилі. Ви можете допомогти проєкту, виправивши або дописавши її. |